# Список ботаников-систематиков
Список обозначений имён ботаников, которые используются при цитировании научных (латинских) биноминальных названий растений.

Список начинающихся на букву Список ботаников-систематиков обозначений имён ботаников, которые используются при цитировании научных (латинских) биноминальных названий растений.
Международный кодекс ботанической номенклатуры (МКБН) рекомендует в публикациях на ботанические темы, особенно если они касаются таксономии и номенклатуры, указывать авторов названий таксонов. Указание авторов названий таксонов следует выполнять в соответствии с правилами и советами, приведёнными в МКБН. В частности, в МКБН дана рекомендация использовать при цитировании авторов таксонов опубликованную в 1992 году книгу Браммита и Пауэлл Authors of plant names с уточнениями и дополнениями, соответствующими сведениям из баз данных International Plant Names Index и Index Fungorum.
Список обозначений содержит:
- стандартную форму обозначения,
- имя на русском языке (если известно),
- имя на родном языке персоны (или на английском),
- год рождения или годы жизни; в некоторых случаях дан год первой публикации (пометка fl.), в которой использовано данное обозначение.

Форматирование строк списка производится при помощи шаблона {{ССБ}}, инструкция по использованию шаблона дана в его документации.
Сам список разделён на части и разнесён по отдельным страницам из-за большого размера. На специальной формируемой автоматически подстранице можно увидеть полный список, который удобен для поиска персоны по ботаническому сокращению либо другим биографическим данным.
Источник: сайт International Plant Names Index (IPNI).
Если в списке нет какого-либо сокращения, можно обратиться на сайт IPNI для выяснения значения неизвестного обозначения.
Поиск: автора по его сокращению (англ.) на сайте IPNI.
| A B C D E F G H I J K L M N O P Q R S T U V W X Y Z все на одной странице |